# Marathon en eau libre
Le marathon en eau libre (ou parfois natation marathon) est une discipline de nage en eau libre définie par des longues distances, au moins 10 kilomètres (6,214 miles). Contrairement aux courses de marathon à pied qui ont une distance spécifiquement déterminée, la distance des marathons en eau libre varie. Cependant, une définition minimale couramment utilisée est de 10 kilomètres (6,214 miles), la distance de l'épreuve aux Jeux Olympiques.
Comme pour toutes les nages en eau libre, les marées, les courants de surface et les vents sont des facteurs déterminants pour le temps final. Pour un parcours donné, ces facteurs peuvent varier considérablement d'un jour à l'autre, ce qui rend inutile toute tentative de tirer des conclusions sur la capacité athlétique des participants en comparant les performances réalisées d'une épreuve à l'autre.
L'un des premiers marathons en eau libre a été réalisé en 1875 par le capitaine Matthew Webb, lorsqu'il est devenu le premier à traverser la Manche à la nage. De même, le marathon en eau libre le plus célèbre de tous les temps a peut-être été accompli en 1926 par Gertrude Ederle, lorsqu'elle est devenue, à 19 ans, la première femme à traverser la Manche à la nage. Ce faisant, elle a pulvérisé le record du monde existant de la traversée, en employant la technique du crawl.
La triple couronne de natation en eau libre comprend trois des marathons en eau libre les plus connus : (1) la traversée de la Manche (33 kilomètres), (2) la traversée entre l'île Santa Catalina et le continent au sud de la Californie (32,5 kilomètres), et (3) le tour de l'île de Manhattan à New York (48,5 kilomètres).
L'Oceans Seven est une série de sept traversées: (1) le canal du Nord entre l'Irlande et l'Écosse, (2) le détroit de Cook entre les îles du Nord et du Sud de la Nouvelle-Zélande, (3) la traversée entre les îles d'Oahu et de Molokai à Hawaï, (4) la Manche entre l'Angleterre et la France, (5) la traversée entre l'île de Santa Catalina et la Californie du Sud, (6) le détroit de Tsugaru entre les îles de Honshu et Hokkaido au Japon et (7) le détroit de Gibraltar entre l'Europe et l'Afrique. Le nageur irlandais Steve Redmond est devenu le premier à avoir accompli les sept épreuves après avoir franchi le détroit de Tsugaru le 15 mai 2012.

## Nages en solo
- Manche
- Santa Catalina – continent
- Canal du Nord entre la Grande-Bretagne et l'Irlande (anciennement connu sous le nom de Manche irlandaise)
- Détroit de Tsugaru
- Détroit de Gibraltar
- Bouches de Bonifacio
- Traversée de l'île de Rottnest (Australie)
- Détroit de Cook
- Nager à Miami
- Détroit d'Otrante
- Lac Tahoe

## Nages en groupe
- Traversée de l'île de Rottnest (Australie)
- Championnats du monde de natation de la FINA
- Championnats du monde de nage en eau libre de le FINA

## Voir également
- Nageurs de la Manche
- LOcean Seven
- Les rois de la Manche
- Les reine de la Manche